# Nivel de madurez tecnológica
Los niveles de madurez tecnológica (TRLs por sus siglas en inglés - Technological Readiness Level) son los bloques constitutivos de un método para estimar la madurez de tecnologías. Este concepto fue desarrollado en la NASA durante la década de 1970 para programas espaciales. El uso de TRLs permite discusiones coherentes y uniformes sobre la madurez técnica de diferentes tipos de tecnología. El TRL de una tecnología se determina mediante una Evaluación de Madurez Tecnológica (TRA) donde se examinan los conceptos del programa, los requisitos tecnológicos y las capacidades tecnológicas demostradas. Los TRLs se determinan utilizando una escala del 1 al 9, siendo 9 la tecnología más madura. El Departamento de Defensa de los Estados Unidos ha utilizado la escala para adquisiciones desde principios de la década de 2000. En 2008, la escala también estaba en uso en la Agencia Espacial Europea (ESA), como lo demuestra su manual.
En el 2010 la Comisión Europea aconsejó a los proyectos de investigación e innovación financiados por la Unión Europea (UE) que adoptaran la escala. Por ello, los TRLs se utilizaron en 2014 en el programa Horizonte 2020 de la UE. En el 2013, la escala TRL fue formalizada aún más mediante el estándar ISO 16290: 2013. La Asociación Europea de Organizaciones de Investigación y Tecnología (EARTO, por sus siglas en inglés) ha publicado un enfoque integral sobre los TRLs. Las críticas a la adopción de la escala TRL por parte de la Unión Europea se publicaron en The Innovation Journal, declarando que la «concreción y sofisticación de la escala TRL disminuyó gradualmente a medida que su uso se extendió fuera de su contexto original (programas espaciales)».

## Definiciones actuales de TRL

### NASA
La escala actual de NASA de nueve niveles es:
TRL 1 - Principios básicos observados y documentados
TRL 2 - Concepto de tecnología y/o aplicación formulados
TRL 3 - Prueba de concepto de función crítica demostrada en forma analítica y experimental y / o característica
TRL 4 - Validación de componentes y / o placas de prueba en entornos de laboratorio
TRL 5 - Validación de componentes y / o placas de pruebas en un entorno relevante
TRL 6 - Modelo de sistema / subsistema o demostración de prototipo en un entorno relevante (terreno o espacio)
TRL 7 - Demostración del prototipo del sistema en un entorno espacial
TRL 8 - Sistema real completado y "calificado para vuelo" mediante prueba y demostración (en tierra o espacio)
TRL 9 - Sistema real "probado en vuelo" a través de operaciones de misión exitosas

### Unión Europea
Los TRLs en uso en Europa son:
TRL 1 – Principios básicos observados
TRL 2 – Concepto de tecnología formulado
TRL 3 – Prueba experimental de concepto
TRL 4 – Tecnología validada en laboratorio
TRL 5 – Tecnología validada en un entorno relevante (entorno industrialmente relevante en el caso de tecnologías habilitadoras clave)
TRL 6 – Tecnología demostrada en un entorno relevante (entorno industrialmente relevante en el caso de tecnologías habilitadoras clave)
TRL 7 – Demostración del prototipo del sistema en un entorno operativo
TRL 8 – Sistema completo y calificado
TRL 9 – Sistema real probado en el entorno operativo (fabricación competitiva en el caso de tecnologías habilitadoras clave; o en el espacio)

### Departamento de Energía
El Departamento de Energía de Estados Unidos ha definido los siguientes niveles de TRL:
TRL 1 Principios básicos observados e informados
Este es el nivel más bajo de madurez tecnológica. La investigación científica comienza a traducirse en I+D aplicada. Los ejemplos pueden incluir estudios en papel de las propiedades básicas de una tecnología o trabajo experimental que consiste principalmente en observaciones del mundo físico. La información de respaldo incluye investigaciones publicadas u otras referencias que identifican los principios que subyacen a la tecnología.
TRL 2 Formulación del concepto de tecnología y/o uso
Una vez que se verifican los principios básicos, se pueden inventar aplicaciones prácticas. Las aplicaciones son especulativas, y puede que no haya pruebas o análisis detallados que respalden los supuestos. Los ejemplos aún se limitan a estudios analíticos. La información de respaldo incluye publicaciones u otras referencias que describen la aplicación que se está considerando y que proporcionan análisis para respaldar el concepto. El paso de TRL 1 a TRL 2 mueve las ideas de la investigación pura a la aplicada. La mayor parte del trabajo son estudios analíticos o en papel con énfasis en comprender mejor la ciencia. El trabajo experimental está diseñado para corroborar las observaciones científicas básicas realizadas durante el trabajo TRL 1.
TRL 3 Prueba de concepto analítica y experimental de función crítica y / o característica
Se inicia activamente la investigación y desarrollo (I + D). Esto incluye estudios analíticos y estudios a escala de laboratorio para validar físicamente las predicciones analíticas de elementos separados de la tecnología. Los ejemplos incluyen componentes que aún no están integrados o probados de forma representativa con simuladores. En TRL 3, el trabajo ha pasado de la fase de papel al trabajo experimental que verifica que el concepto funciona como se espera en simulantes. Los componentes de la tecnología están validados, pero no se intenta integrar los componentes en un sistema completo. El modelado y la simulación pueden usarse para complementar los experimentos físicos.
TRL 4 Validación de componentes y / o sistemas en entornos de laboratorio.
Los componentes tecnológicos básicos se integran para comprobar que las piezas funcionarán juntas. Esto es relativamente de "baja fidelidad" en comparación con el sistema terminado final. Los ejemplos incluyen la integración de hardware ad hoc en un laboratorio y pruebas con una variedad de simuladores y pruebas a pequeña escala con condiciones /cargas reales. La información de respaldo incluye los resultados de los experimentos integrados y las estimaciones de cómo los componentes experimentales y los resultados de las pruebas experimentales difieren de los objetivos de rendimiento del sistema esperados. TRL 4-6 representa el puente de la investigación científica a la ingeniería. TRL 4 es el primer paso para determinar si los componentes individuales funcionarán juntos como un sistema. El sistema de laboratorio probablemente será una combinación de equipos disponibles y algunos componentes de propósito especial que pueden requerir un manejo, calibración o alineación especiales para que funcionen.
TRL 5 Escala de laboratorio, validación de sistema similar en entorno relevante
Los componentes tecnológicos básicos están integrados de forma tal que la configuración del sistema sea similar (coincida) con la aplicación final en casi todos los aspectos. Los ejemplos incluyen probar un sistema a escala de laboratorio de alta fidelidad en un entorno simulado con una gama de esimulantes y situaciones reales. La información de respaldo incluye los resultados de las pruebas a escala de laboratorio, el análisis de las diferencias entre el laboratorio y el eventual sistema operativo / entorno, y el análisis de lo que significan los resultados experimentales para el eventual sistema operativo / entorno. La principal diferencia entre TRL 4 y 5 es el aumento de la fidelidad del sistema y el entorno a la aplicación real. El sistema probado es casi un prototipo.
TRL 6 Ingeniería / escala piloto, validación de sistema similar (prototipo) en entorno relevante
Los modelos o prototipos a escala de ingeniería se prueban en un entorno relevante. Esto representa un paso importante en demostrar la madurez de una tecnología. Los ejemplos incluyen probar un sistema prototipo a escala de ingeniería con una gama de simulantes. La información de respaldo incluye los resultados de las pruebas a escala de ingeniería y el análisis de las diferencias entre la escala de ingeniería, el sistema / entorno del prototipo y el análisis de lo que significan los resultados experimentales para el eventual sistema operativo / entorno. En TRL 6 comienza el verdadero desarrollo de ingeniería de la tecnología como un sistema operativo. La principal diferencia entre TRL 5 y 6 es el paso de la escala de laboratorio a la escala de ingeniería y la determinación de los factores de escala que permitirán el diseño del sistema operativo. El prototipo debe ser capaz de realizar todas las funciones que se requerirán del sistema operativo. El entorno operativo para la prueba debe ser una buena representación del entorno operativo real.
TRL 7 Sistema similar a gran escala (prototipo) demostrado en un entorno relevante.
Esto representa un paso importante con respecto a TRL 6, que requiere la demostración de un prototipo de sistema real en un entorno relevante. Los ejemplos incluyen probar prototipos a gran escala en el campo con una variedad de simulantes en la puesta en marcha en frío. La información de respaldo incluye los resultados de las pruebas y análisis a gran escala de las diferencias entre el entorno de prueba y el análisis de lo que significan los resultados experimentales para el eventual sistema operativo / entorno. El diseño final está prácticamente completo.
TRL 8 Sistema real completado y calificado a través de prueba y demostración.
Se ha demostrado que la tecnología funciona en su forma final y en las condiciones esperadas. En casi todos los casos, este TRL representa el final del verdadero desarrollo del sistema. Los ejemplos incluyen pruebas de desarrollo y evaluación del sistema con elementos reales en la puesta en marcha en caliente. La información de respaldo incluye procedimientos operativos que están prácticamente completos. Se ha completado con éxito una Revisión de Aprestamiento Operativo (Operational Readiness Review- ORR) antes del inicio de las pruebas en caliente.
TRL 9 Sistema real operado en todo el rango de condiciones esperadas.
La tecnología está en su forma final y funciona bajo una amplia gama de condiciones de operación. Los ejemplos incluyen el uso del sistema real con la gama completa de estados y situaciones en caliente.

## Usos
El propósito principal de usar niveles de madurez tecnológica es ayudar a tomar decisiones relacionadas con el desarrollo y la transición de la tecnología. Debe verse como una de varias herramientas necesarias para gestionar el progreso de la actividad de investigación y desarrollo dentro de una organización.
Entre las ventajas de los TRLs se puede mencionar:
- Proporciona una base de comprensión compartida del estado de la tecnología.
- Permite gestionar riesgos
- Se utiliza para tomar decisiones sobre financiación tecnológica.
- Se utiliza para tomar decisiones sobre la transición de la tecnología.

Algunas de las características de los TRL que limitan su utilidad son:
- La disponibilidad no necesariamente se ajusta a la adecuación o madurez tecnológica
- Un producto maduro puede poseer un mayor o menor grado de disponibilidad para su uso en un contexto de sistema particular que uno de menor madurez
- Se deben considerar numerosos factores, incluida la relevancia del entorno operativo de los productos para el sistema en cuestión, así como el desajuste producto- arquitectura del sistema del producto